# 틴에이지
틴에이지(Teenage)는 독일에서 제작된 맷 울프 감독의 2013년 다큐멘터리 영화이다. 지나 말론 등이 주연으로 출연하였다. 존 세비지의 책 Teenage: The Creation of Youth Culture에 기반을 둔다. 이 다큐멘터리에서는 앞서나간 젊은이 문화의 초기 역사, 그리고 1950년대 이후의 10대 문화의 개념을 들려준다. 이 영화는 2013년 4월 10일 트리베카 영화제에서 전 세계에 초연되었다.

## 출연

### 주연
- 지나 말론
- 벤 위쇼
- 엘든 이렌리치
- 벤 로젠필드
- 제시 어셔
- 줄리아 험머